# Маринизм (антигляциализм)

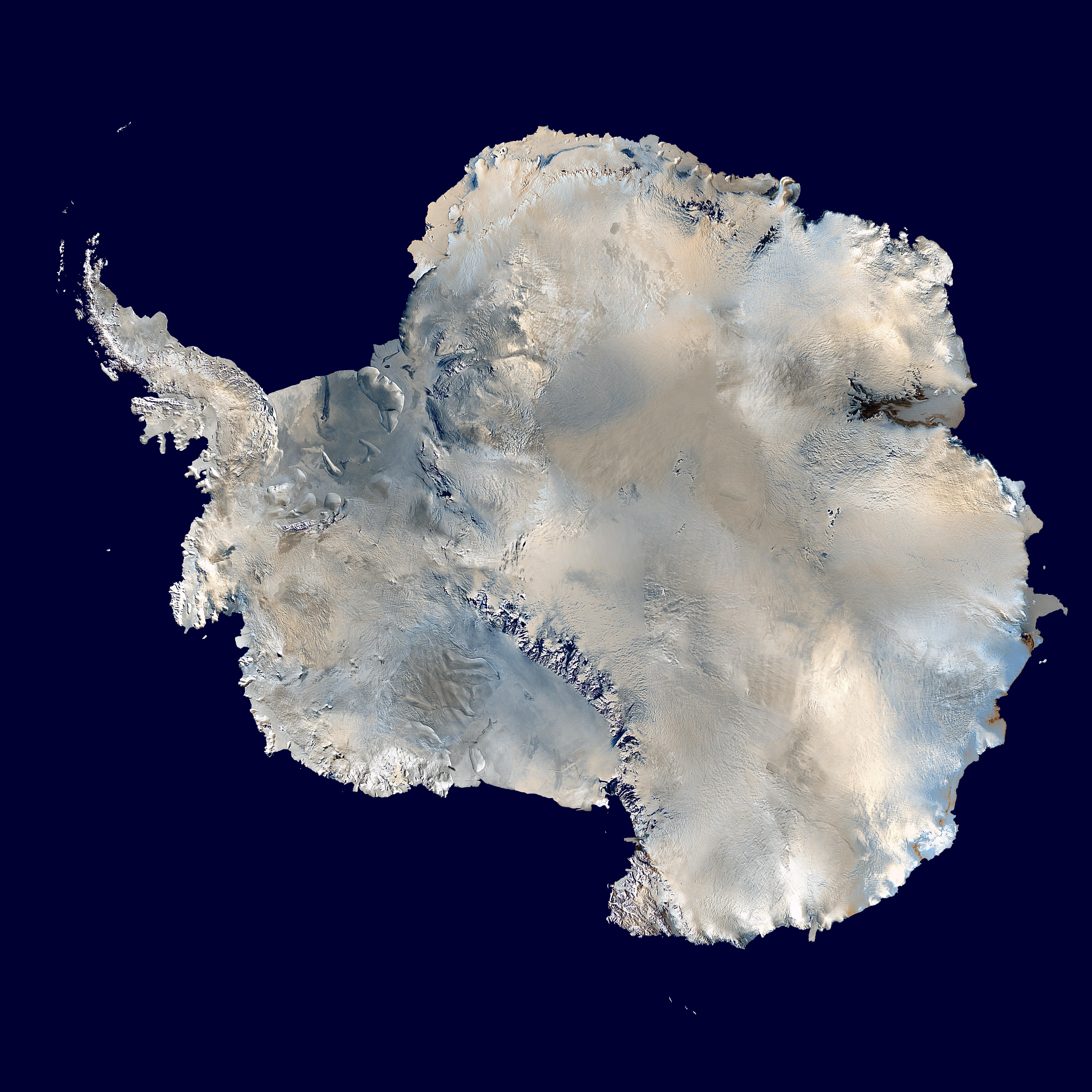
Антарктический континент из космоса.

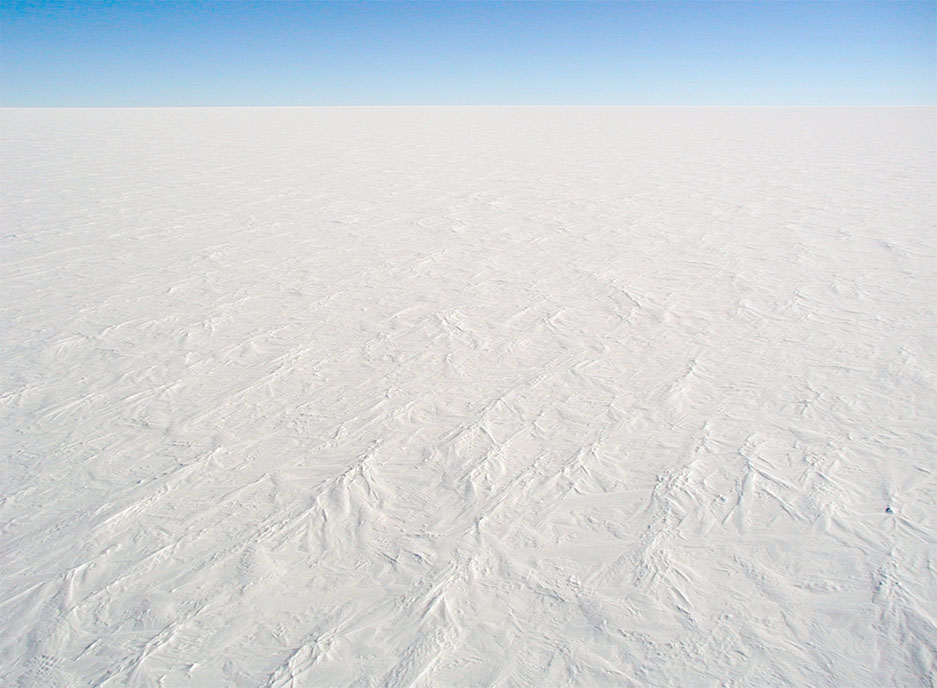
Поверхность Центральной Антарктиды в районе «Купола „С“». Абсолютная высота — более 3500 м.

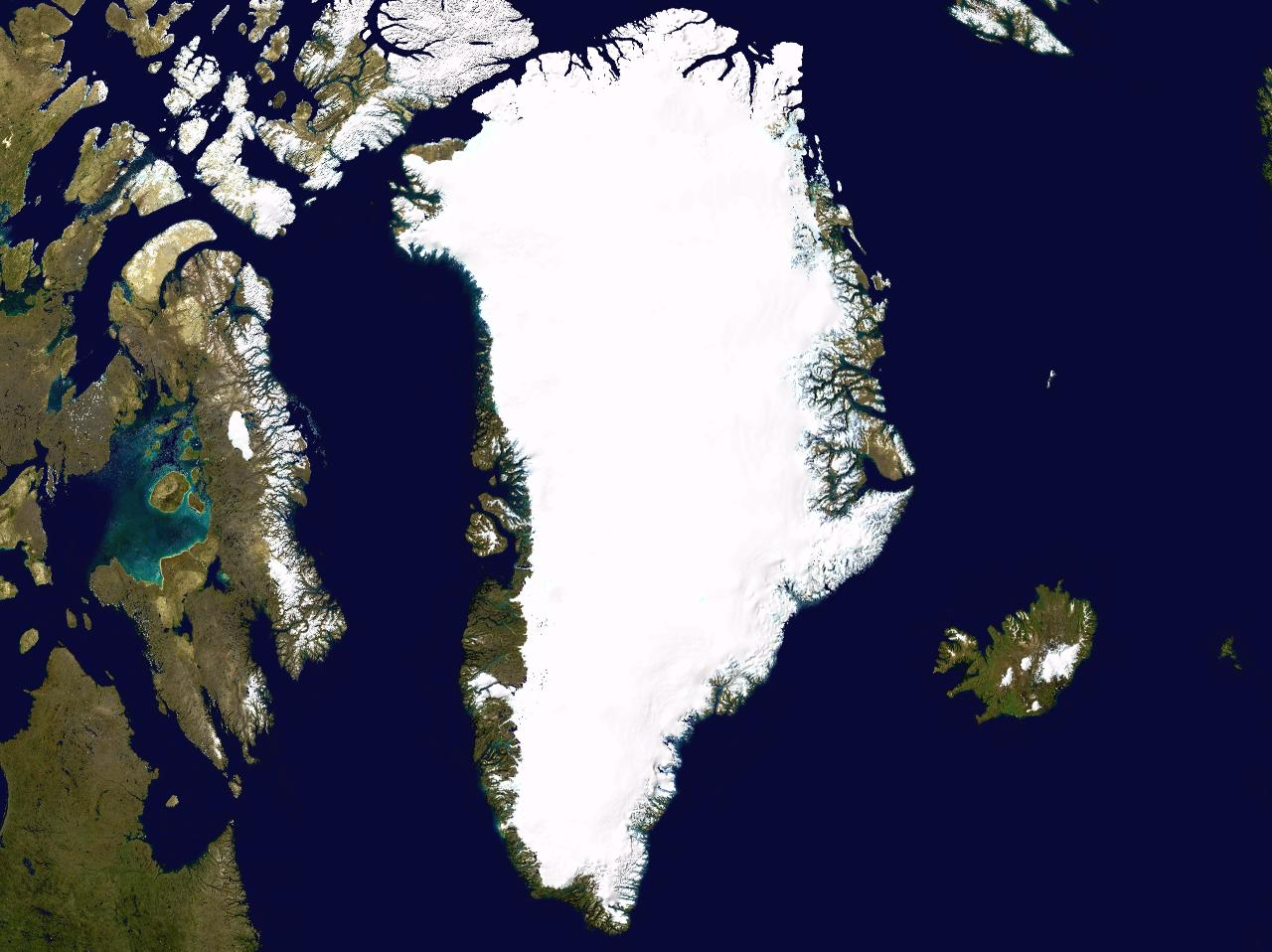
Современный ледниковый покров острова Гренландия.

Маринизм — направление в естественных науках, в основном в четвертичной геологии и палеогеографии, отрицающее древнее (плейстоценовое) покровное оледенение на равнинах и плоскогорьях умеренного и субарктического поясов.

## История
В СССР наиболее активными и известными антигляциалистами были И. Г. Пидопличко и П. С. Макеев.
Течение антигляциалистов усилилось в связи с затруднениями в диагностике и палеогеографической интерпретации ледниковых отложений Западной Сибири и бассейна реки Печора, исследования которых широко развернулись во второй половине прошлого века. В большинстве геологических документов этого времени — учебниках, интрукциях, монографиях, стратиграфияческих разрезах, схемах и картах плейстоценовые разрезы этих областей интерпретировались как целиком морские и ледниково-моренные. Таком образом, писал М. Г. Гросвальд, антигляциализм принял форму маринизма, то есть возрождённой дрифтовой концепции.
Согласно этой концепции, которая господствовала в науке до 1870-х годов, несортированные щебнистые глины (морена) северных равнин признавались отложениями холодных морей, а включённые в них валуны и глыбы — дропстоунами. Эта, дрифтовая, концепция разрабатывалась Чарльзом Лайелем, авторитет которого в естественных науках в то время время был близок к абсолютному. Корни появления маринизма можно видеть в отставании ледниковой теории, то есть в неразработанности тех её разделов, которые касаются проблем оледенения континентальных шельфов и приморских низменностей (мариногляциология), в том числе специфических особенностей их морфолитогенеза
К другим важным причинам можно отнести непонимание или просто игнорирование многими геологами ведущей роли глобальных палеоклиматических изменений в развитии природных обстановок плейстоцена, и также — серьёзная недооценка гляциоизостатических эффектов оледенений. Поэтому в морских трансгрессиях, характерных для позднеледниковых этапов гляцильной истории приморских равнин, они видят не закономерное следствие покровных оледенений, а независимые от оледенений (и климата) явления, обусловленные тектоникой. Наличие же ледниковой эрратики, уже сейчас надёжно датированной различными изотопными методами, многие связывают с ледниковым рафтингом, и сам материал принимается часто за дропстоуны, некий «перигляциальный аллювий», или перлювий по нему.
В монографии К К. Маркова, Г. И. Лазукова и В. А. Николаева «Четвертичный период» на сотнях страниц концептуально доказывается синхронность морских трансгрессий с четвертичными оледенениями, причем размеры последних сильно преуменьшены на североамериканском континенте, а в Евразии представлены лишь своеобразными «ледниковыми очагами», крупнейший из которых перекрывал Скандинавский полуостров. Все контраргументы недавнему сплошному оледенению Российской Арктики, которые доказали ещё П. А. Кропоткин и В. А. Обручев, рассмотрены, преимущественно с маринистких, или иных антигляциалистких позиций В переведённой на русский язык первой редакции фундаментальной сводке «Четвертичной период в США» под редакцией известного американского геолога Херба Райта, всё рассматривается с «точностью до наоборот»: север Американского континента полностью перекрывался слившимися Кордильерским и Лаврентийским ледниковыми покровами-щитами в висконсинскую (позднечетвертичную, поздневюрмскую и т. п.) ледниковую эпоху.
Маринизм, таким образом, можно представить одним из важнейших ответвлений антигляциализма.